# Bartosz Łosiak
Bartosz Łosiak (14 de maio de 1992) é um jogador de vôlei de praia polaco.

## Carreira
Bartosz Łosiak representou, ao lado de Piotr Kantor, seu país na edição do Campeonato Mundial Sub-13 de 2013 em Mysłowice e obtiveram a medalha de ouro. Juntos, competiram na edição dos Jogos Olímpicos de Verão de 2016, e na repescagem foram eliminados e terminaram na 17º posição.